# Desmalopex microleucoptera
Desmalopex microleucoptera és una espècie de ratpenat de la família dels pteropòdids. És endèmica de les Filipines. El seu hàbitat natural els boscos primaris i secundaris de plana. El seu nom específic, microleucopterus, es refereix a la seva petitesa en comparació amb l'espècie germana D. leucopterus. Es tracta d'una guineu voladora petita i de color marró, amb les ales clapades. El color del pelatge és pràcticament uniforme.